# André Loyola Stein
André Loyola Stein (Vila Velha, 19 augustus 1994), spelersnaam André, is een Braziliaans beachvolleyballer. Met Evandro Gonçalves Oliveira Júnior werd hij in 2017 wereldkampioen en won hij het eindklassement van de FIVB World Tour.

## Carrière
André nam in 2014 met Vinicius Rezende deel aan de wereldkampioenschappen onder 21 in Larnaka, waar ze in de kwartfinale werden uitgeschakeld door het Noorse duo Hendrik Mol en Christian Sørum. Het jaar daarop speelde het duo drie wedstrijden in de World Tour. In 2016 vormde André achtereenvolgens een team met Oscar Brandão en Ricardo Santos. Met Oscar deed hij mee aan vijf FIVB-toernooien, met een overwinning in Fortaleza als beste resultaat. Daarnaast behaalden ze in de Braziliaanse competitie een zege in Niterói. Met Ricardo nam hij deel aan zes toernooien in de World Tour, met een negende plaats in Klagenfurt als beste resultaat. In de binnenlandse tour wonnen ze in Campo Grande. Bovendien kwam André in Long Beach in actie met Guto Carvalhaes.
Van 2017 tot en met begin 2018 speelde André samen met Evandro Gonçalves Oliveira Júnior. Het eerste seizoen namen ze deel aan negen FIVB-toernooien. Ze werden tweede in Fort Lauderdale en hadden zich als vierde geplaatst voor de wereldkampioenschappen in Wenen, waar ze de wereldtitel wonnen door in de finale het Oostenrijkse duo Clemens Doppler en Alexander Horst te verslaan. Mede daardoor behaalde het tweetal de eindzege in de World Tour. Daarnaast eindigden ze als tweede bij de World Tour Finals in Hamburg. Het daaropvolgende jaar speelde hij twee FIVB-wedstrijden met Evandro met een overwinning in Itapema. In juni 2018 wisselde André van partner naar Alison Cerutti. Het tweetal nam dat jaar nog deel aan zeven toernooien in de World Tour, met een tweede plaats in Moskou als beste resultaat. Het seizoen daarop speelde André een wedstrijd met Alison, waarna hij een team vormde met George Wanderley.
In aanloop naar de wereldkampioenschappen in Hamburg namen ze deel aan zes toernooien in de World Tour met een derde plaats (Jinjiang) en vier negende plaatsen als resultaat. In Hamburg eindigde het duo als vijfde nadat het in de kwartfinale werd uitgeschakeld door de Amerikanen Tri Bourne en Trevor Crabb. Na afloop deden André en George mee aan vijf reguliere toernooien en werden ze tweede in Espinho en vijfde in Tokio. Bij de World Tour Finals in Rome eindigden ze als zeventiende en bij het olympisch kwalificatietoernooi in Haiyang als vijfde en bij het toernooi van Chetumal als negende. In 2021 deed het tweetal mee aan zes internationale toernooien, waarbij een eerste (Itapema) en derde plaats (Ostrava) behaald werden. Het daaropvolgende seizoen wonnen ze het Challenge-toernooi van Itapema en behaalden ze bij vijf Elite 16-toernooien een derde (Jurmala) en twee vijfde plaatsen (Rosarito en Ostrava). Bij wereldkampioenschappen in Rome wonnen André en George het brons. In de halve finale verloren ze van de latere kampioenen Anders Mol en Christian Sørum en in de troostfinale waren ze vervolgens in drie sets te sterk voor de Amerikanen Chaim Schalk en Theodore Brunner.

## Palmares
Kampioenschappen
- 2017:  WK
- 2019: 5e WK
- 2021:  WK

FIVB World Tour
- 2016:  Fortaleza Open
- 2017:  5* Fort Lauderdale
- 2017:  World Tour Finals Hamburg
- 2017:  FIVB World Tour
- 2018:  4* Itapema
- 2018:  4* Moskou
- 2019:  4* Jinjiang
- 2019:  4* Espinho

Beach Pro Tour
- 2022:  Itapema Challenge
- 2022:  Elite16 Jurmala
- 2022:  Elite16 Uberlândia
- 2023:  Itapema Challenge
- 2023:  Jurmala Challenge
- 2023:  Elite16 Gstaad
- 2023:  Beach Pro Tour Final Doha